# Iduna
Iduna – rodzaj ptaków z rodziny trzciniaków (Acrocephalidae).

## Występowanie
Rodzaj obejmuje gatunki występujące w Eurazji i Afryce.

## Morfologia
Długość ciała 11–15 cm, masa ciała 7–17 g.

## Systematyka

### Etymologia
W mitologii nordyckiej Iduna (staronord. Iðunn, Idun) to bogini wiosny i płodności, opiekunka magicznych jabłek odmłodzenia; została przemieniona we wróbla, aby Loki pod postacią sokoła mógł ją uratować z rąk olbrzyma Thjaziego (Þjazi), który ją porwał.

### Podział systematyczny
Do rodzaju należą następujące gatunki:
- Iduna caligata (M.H.C. Lichtenstein, 1823) – zaganiacz mały
- Iduna rama (Sykes, 1832) – zaganiacz afgański
- Iduna pallida (Hemprich & Ehrenberg, 1833) – zaganiacz blady
- Iduna opaca (Cabanis, 1851) – zaganiacz płowy
- Iduna natalensis (A. Smith, 1847) – zaganiacz ciemnogłowy
- Iduna similis (Richmond, 1897) – zaganiacz górski